# 스코티시 리그 2
스코티시 리그 2(Scottish League Two)는 스코틀랜드의 축구 리그이다. 스코틀랜드 프로페셔널 풋볼 리그의 4단계 리그이다. 총 10개의 팀이 참가하며 1위 팀은 스코틀랜드 리그 1으로 승격하고 2, 3, 4위팀은 리그 1의 9위 팀과 강등 및 승격 플레이오프를 치러서 잔류와 강등을 결정하게 된다.
스코틀랜드 풋볼 리그가 스코틀랜드 프리미어리그와 통합하면서 스코틀랜드 풋볼 리그 3부에서 개칭하여 설치되었다.